# براونزبورو (تگزاس)
براونزبورو، تگزاس(به انگلیسی: Brownsboro, Texas) شهری در ایالت تگزاس از ایالات جنوبی ایالات متحده آمریکا است. در سرشماری سال ۲۰۰۰، جمعیت این شهر ۱۰۳۳ نفر اعلام شد.